# Местецкий, Михаил Леонидович
Михаил Местецкий (9 октября 1980, Тверь) — российский кинорежиссёр, сценарист, монтажёр и композитор.

## Биография
Родился 9 октября 1980 года в Калинине (ныне Тверь).
В 1997 году в Москве окончил Школу авангардизма Авдея Тер-Оганьяна.
В 2003 году окончил филологический факультет РГГУ. В 2006 году окончил Высшие курсы сценаристов и режиссёров (мастерская В. Наумова, А. Добровольского, Е. Митько).
Автор более 10 короткометражных фильмов, завоевавших многие призы, в том числе Гран-при Шанхайского кинофестиваля, Гран-при (в 2012-м году) и приз Гильдии киноведов и кинокритиков России «За урок истории» (в 2019-м) конкурса «Кинотавр. Короткий метр» и др.
В 2012 году организовал музыкальную группу «Шкловский». Группа активно концертирует, записывает альбомы, снимает клипы.
В 2016 году награждён сценарной премией «Слово» имени Валентина Черных за лучший сценарный дебют в полнометражном фильме (фильм «Тряпичный союз»). В 2023 году вышел второй фильм «Год рождения».

## Личная жизнь
Жена — кинорежиссёр Нигина Сайфуллаева.
Отец — Местецкий Леонид Моисеевич, российский учёный, доктор технических наук, профессор, академик РАЕН, автор множества трудов на тему медиального представления геометрических форм.

## Фильмография

### Кино
| 2015 | «Тряпичный союз» | зелёная ✓ | зелёная ✓ | —        | 1,9 млн ₽ | Фонд Кино |
| 2023 | «Год рождения»   | зелёная ✓ | зелёная ✓ | 61 млн ₽ | 4,8 млн ₽ | Минкульт  |

Только сценарист
- «Белка и Стрелка» (2011)
- «Легенда №17» (2013)
- «СуперБобровы» (2015)
- «Хороший мальчик» (2016)

### Короткометражные фильмы
| 2007 | «Света нет и не будет»                          | зелёная ✓ | зелёная ✓ |            |
| 2009 | «Топоры в батонах»                              | зелёная ✓ | зелёная ✓ |            |
| 2011 | «Незначительные подробности случайного эпизода» | зелёная ✓ | зелёная ✓ | монтажёр   |
| 2011 | «Ноги — атавизм»                                | зелёная ✓ | зелёная ✓ | композитор |
| 2019 | «Одна историческая ошибка»                      | зелёная ✓ | зелёная ✓ |            |

## Дискография
Альбомы
- 2014 — Рычаг[12][3][2][13][14]
- 2017 — Это не вам[15][16][17][18][19]

Видеоклипы
- 2012 — ОГПУ[20][21]
- 2016 — Брат[22] (с использованием фрагментов фильма «Тряпичный союз»)